# Раковиця (Белград)
Раковиця (серб. Rakovica, серб. кир.: Раковица) — колишнє поселення в Сербії, нині міська громада Белграда, розташована на південь від центру сербської столиці. Займає площу 3036 га, на якій за переписом 2011 року проживає 108 641 житель.

## Історія
Назва Раковиця вперше згадується в турецькому переписі населення 1560 року як село Влаха. Згідно з переказами, місцевість отримала назву від раків — мешканців струмка, що протікав через поселення. До 1952 року Раковиця входила до різних адміністративно-територіальних утворень, а з 1952 до 1960 року була окремою общиною (громадою). З 1960 року належала до громади Чукариця, а 1974 року стала знову самостійним муніципалітетом.
Єдина міська громада Белграда, яку щоночі бомбили під час бомбардування Союзної Республіки Югославії силами НАТО. 24 березня близько 19:45 одна крилата ракета влучила в місцевий пагорб Стражевиця, що переросло в регулярне і масоване бомбардування, яке через велику кількість військових об'єктів тривало кожної наступної ночі і навіть удень. Найчастішою ціллю, крім Стражевиці, був Монастирський ліс, де дислокувалися югославські сили ППО. У середині квітня значні матеріальні збитки у вигляді розбитих вікон через детонацію, спричинену вибухом кинутої бомби вагою близько 2,5 тонн на Стражевиці, відзначалися по всій громаді.